# مارك كريستيان
مارك كريستيان (بالإنجليزية: Mark Christian) هو دراج بريطاني، ولد في 20 نوفمبر 1990 في دوغلاس في المملكة المتحدة.

## وصلات خارجية
- مارك كريستيان على موقع الاتحاد الدولي للدراجات (الإنجليزية)
- مارك كريستيان على موقع أرشيف الدراجات (الإنجليزية)
- مارك كريستيان على موقع إحصائيات الدراجات الإحترافية (الإنجليزية)
- مارك كريستيان على موقع نسبة الدراجات (الإنجليزية)
- مارك كريستيان على موقع CycleBase (الإنجليزية)
- مارك كريستيان على موقع اتحاد ألعاب الكومنولث (مؤرشف) (الإنجليزية)